# Mustajõe
Koordinaten: 57° 58′ N, 26° 58′ O
Mustajõe ist ein Dorf (estnisch küla) im Südosten Estlands. Es gehört zur Gemeinde Põlva (bis 2017 Laheda) im Kreis Põlva.
Das Dorf hat 49 Einwohner (Stand 31. Dezember 2011).